# IC 2043
IC 2043 ist eine Spiralgalaxie vom Hubble-Typ Sb im Sternbild Dorado am Südsternhimmel. Sie ist schätzungsweise 518 Millionen Lichtjahre von der Milchstraße entfernt und hat einen Durchmesser von etwa 220.000 Lj.
Im selben Himmelsareal befinden sich u. a. die Galaxien IC 2033, IC 2044, IC 2046, IC 2050.
Das Objekt wurde am 7. Dezember 1899 von DeLisle Stewart entdeckt.